# Friedrich Schrebb
Friedrich Schrebb (* 18. Dezember 1928) ist ein ehemaliger deutscher Fußballspieler.

## Werdegang
Schrebb begann seine Karriere beim Herner Stadtteilverein SpVgg Röhlinghausen und wechselte später zum TuS Wanne 28 und zum TSV Detmold. Im Jahre 1956 wechselte Schrebb zum VfL Osnabrück in die Oberliga Nord. Mit den Osnabrückern erreichte er stets Platzierungen in der oberen Tabellenhälfte und absolvierte bis 1960 63 Oberligaspiele. Dabei erzielte er elf Tore. Anschließend ließ er seine Karriere beim Lokalrivalen Raspo Osnabrück ausklingen.